# 上奧林科市

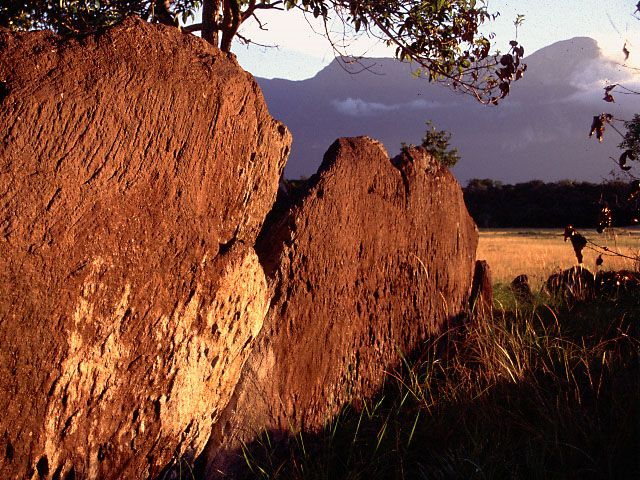

上奧林科市（西班牙語：Municipio Alto Orinoco），是委內瑞拉的一個市，位於該國南部亞馬遜州，首府設於拉埃斯梅拉達，始建於1880年12月10日，面積49,217平方公里，2011年人口12,744，人口密度為每平方公里0.288人。